# ジネディーヌ・マシャク
ジネディーヌ・マシャク（Zinédine Machach，1996年1月5日 - ）は、フランス・マルセイユ出身のサッカー選手。ポジションはミッドフィールダー。イオニコスFC所属。ジネディーヌ・マシャシュとも表記される。

## 経歴
トゥールーズFCの出身で、2015年5月23日のリーグ・アンのOGCニース戦でトップデビューを果たした。2016年6月27日、オリンピック・マルセイユに1年間のレンタル移籍した。
2017-18シーズンはトゥールーズFCに戻るが、2017年10月に不正行為があったとして契約を解除された。
2018年1月にSSCナポリに移籍した。2018年7月21日、カルピFCにレンタル移籍した。
2019年1月23日、FCクロトーネにレンタル移籍した。
2021年8月31日、ハンガリーのブダペスト・ホンヴェードFCに1シーズンローンで加入。
2022年7月2日、イオニコスFCに2年契約で移籍。

## 人物
- 粗暴な性格で、トゥールーズ時代には遅刻などのトラブルが多かった。2018年4月27日には、路上に止めてあった車が道をふさいでいることに腹を立て、運転手の医者と口論となり、顔面を殴打した[7]。

- 技巧派で、高いレベルのテクニックを持っていることから同名のジネディーヌ・ジダンになぞらえ、「もう一人のジネディーヌ」と言われていた。